# Presa de força

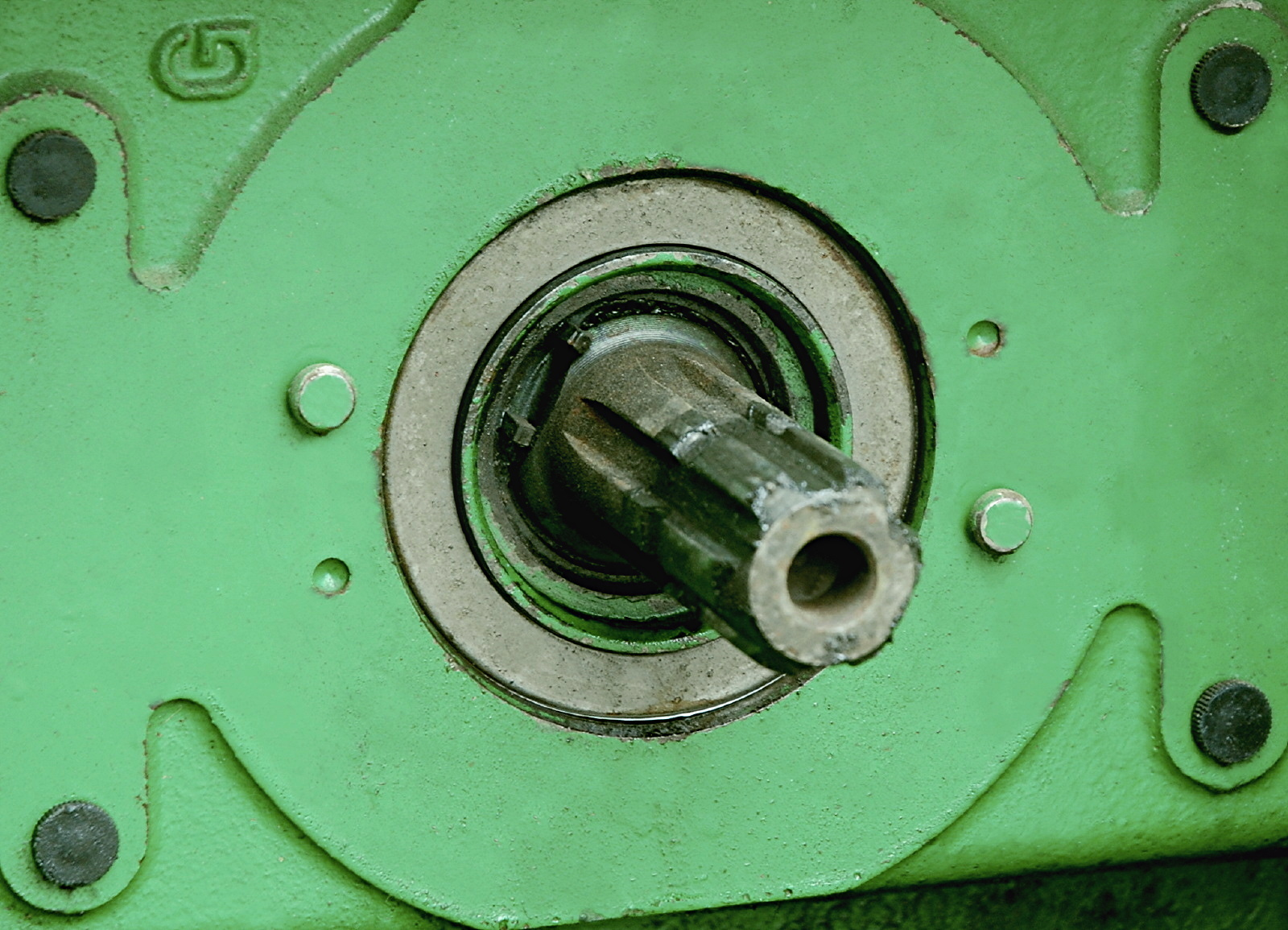
La presa de força en la part posterior d'un tractor de granja.

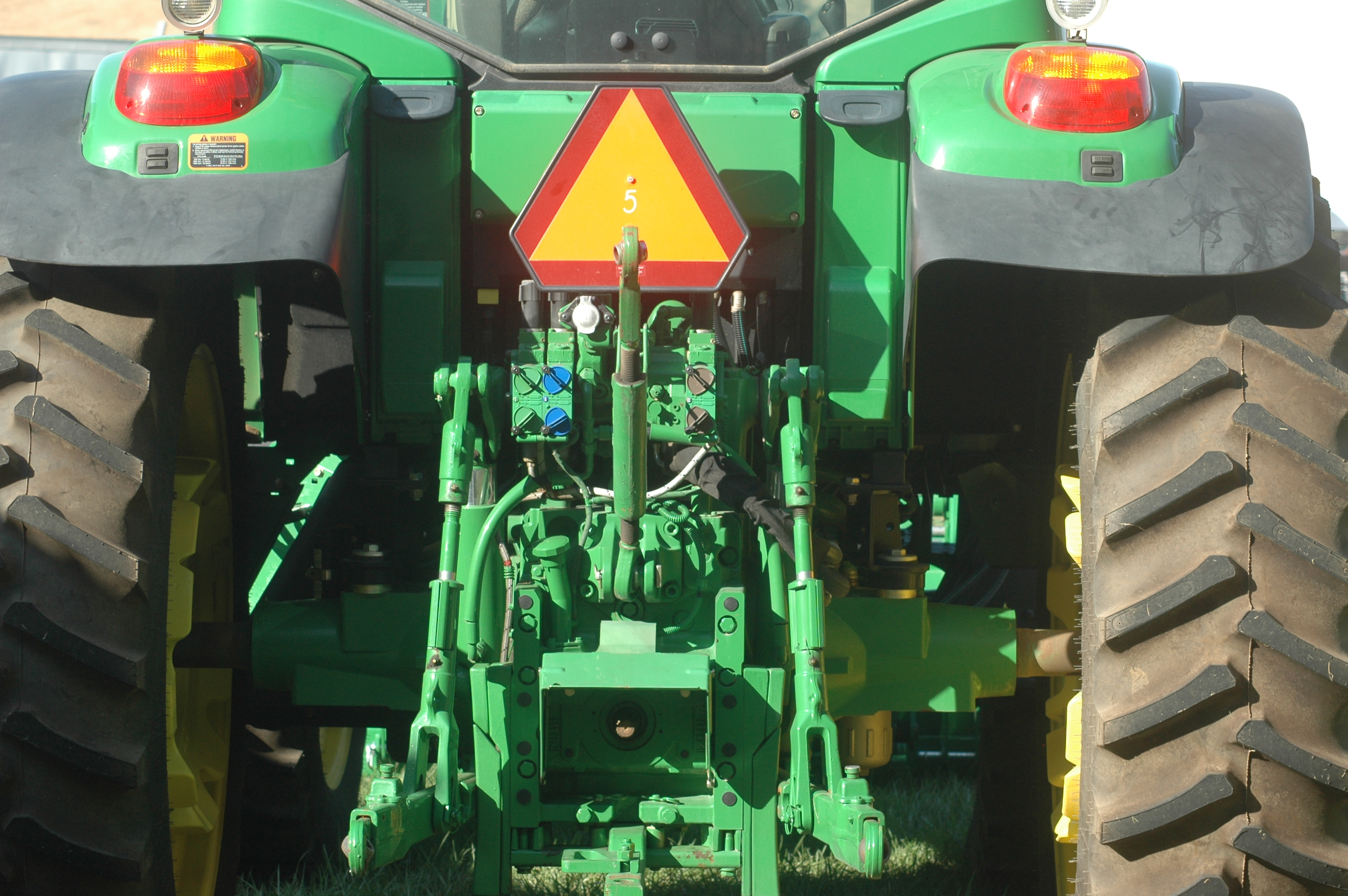
Presa de força (en el quadre de la part inferior) entre els tres punts de connexió d'un tractor.

Una presa de força o potència (PF) és un eix de transmissió estriat, en general en un tractor o un camió, que es pot utilitzar per proporcionar energia a una màquina. Està dissenyada per ser fàcilment connectada i desconnectada. La presa de força permet que es porte a terme l'obtenció d'energia del motor d'un tractor.